# 加納孝
加納 孝（かのう たかし、1920年10月31日 - 2000年6月4日）は東京都出身のサッカー選手、サッカー指導者。ポジションはFW（左ウイング）。

## 経歴
左足のボールテクニックとスピードを生かしたドリブル突破が持ち味のウインガー。戦前、戦後を通じて日本代表として活躍し、インナー（現在の攻撃的MF）の岩谷俊夫とは名コンビとして知られた。
東京府立第八中学校（現：東京都立小山台高等学校）時代の1937年1月に開催された第18回全国中等学校蹴球選手権大会に出場。卒業後は早稲田大学理工学部へ進学しア式蹴球部に所属。早大WMW（現役選手とOBからなる混成チーム）の一員として1940年の全日本蹴球選手権大會 （第20回天皇杯全日本サッカー選手権大会）の準優勝に貢献した。第二次世界大戦には東泉製作所に勤務する傍ら、1947年から1950年まで早稲田大学の監督を務めた。
また1955年に松永碩、岩淵功らと共に東京クラブに加入。同年の第1回都市対抗選手権優勝、翌1956年も大会連覇に貢献した。
日本代表としては1942年の8月の東亜競技大会で代表デビューを飾るが、第二次世界大戦の影響により、選手キャリアを中断した。戦後1951年に日本の国際舞台の復帰が認められると代表復帰を果たし、同年にインドで開催された第1回アジア競技大会に出場。その後も1954年の第1回アジア競技大会、1954 FIFAワールドカップ・予選に出場するなど国際Aマッチ7試合出場し2得点を記録した。
2000年6月4日、東京都大田区で心不全により死去した

## 所属クラブ
- 東京府立第八中学校
- 早稲田大学/早大WMW
- 東京クラブ

## 代表歴

### 出場大会
- アジア競技大会(1951、1954)
- 1954 FIFAワールドカップ・予選

### 試合数
- 国際Aマッチ 7試合 2得点(1951-1954)

| 日本代表 | 国際Aマッチ | 国際Aマッチ | その他 | その他 | 期間通算 | 期間通算 |
| 年       | 出場        | 得点        | 出場   | 得点   | 出場     | 得点     |
| -------- | ----------- | ----------- | ------ | ------ | -------- | -------- |
| 1942     | 0           | 0           | 3      | 0      | 3        | 0        |
| 1943     | 0           | 0           | 0      | 0      | 0        | 0        |
| 1944     | 0           | 0           | 0      | 0      | 0        | 0        |
| 1945     | 0           | 0           | 0      | 0      | 0        | 0        |
| 1946     | 0           | 0           | 0      | 0      | 0        | 0        |
| 1947     | 0           | 0           | 0      | 0      | 0        | 0        |
| 1948     | 0           | 0           | 0      | 0      | 0        | 0        |
| 1949     | 0           | 0           | 0      | 0      | 0        | 0        |
| 1950     | 0           | 0           | 0      | 0      | 0        | 0        |
| 1951     | 3           | 0           | 6      | 0      | 9        | 0        |
| 1952     | 0           | 0           | 1      | 1      | 1        | 1        |
| 1953     | 0           | 0           | 2      | 0      | 2        | 0        |
| 1954     | 4           | 2           | 0      | 0      | 4        | 2        |
| 通算     | 7           | 2           | 12     | 1      | 19       | 3        |

### 出場
| No. | 開催日         | 開催都市     | スタジアム         | 対戦相手       | 結果       | 監督     | 大会               |
| --- | -------------- | ------------ | ------------------ | -------------- | ---------- | -------- | ------------------ |
| 1.  | 1951年03月07日 | ニューデリー |                    | イラン         | △0-0(延長) | 二宮洋一 | アジア大会         |
| 2.  | 1951年03月08日 | ニューデリー |                    | イラン         | ●2-3       | 二宮洋一 | アジア大会         |
| 3.  | 1951年03月09日 | ニューデリー |                    | アフガニスタン | ○2-0       | 二宮洋一 | アジア大会         |
| 4.  | 1954年03月07日 | 東京都       | 明治神宮外苑競技場 | 韓国           | ●1-5       | 竹腰重丸 | ワールドカップ予選 |
| 5.  | 1954年03月14日 | 東京都       | 明治神宮外苑競技場 | 韓国           | △2-2       | 竹腰重丸 | ワールドカップ予選 |
| 6.  | 1954年05月01日 | マニラ       |                    | インドネシア   | ●3-5       | 竹腰重丸 | アジア大会         |
| 7.  | 1954年05月03日 | マニラ       |                    | インド         | ●2-3       | 竹腰重丸 | アジア大会         |

### 得点数
| # | 年月日       | 開催地             | 対戦国       | スコア | 結果 | 試合概要       |
| - | ------------ | ------------------ | ------------ | ------ | ---- | -------------- |
| 1 | 1954年5月1日 | フィリピン、マニラ | インドネシア | 2-3    | 敗戦 | アジア競技大会 |
| 2 | 1954年5月3日 | フィリピン、マニラ | インド       | 3-5    | 敗戦 | アジア競技大会 |

## 指導歴
- 1947年-1950年 早稲田大学